# Herðubreið
Herðubreið (1682 m n.p.m.) – wygasły wulkan w północno-wschodniej części Islandii. Na szczycie wulkanu znajduje się mały subaeralny stożek popiołu, u podnóży rozległe stożki osypiskowe.
W czasach historycznych nie odnotowano żadnych erupcji.

## Linki zewnętrzne

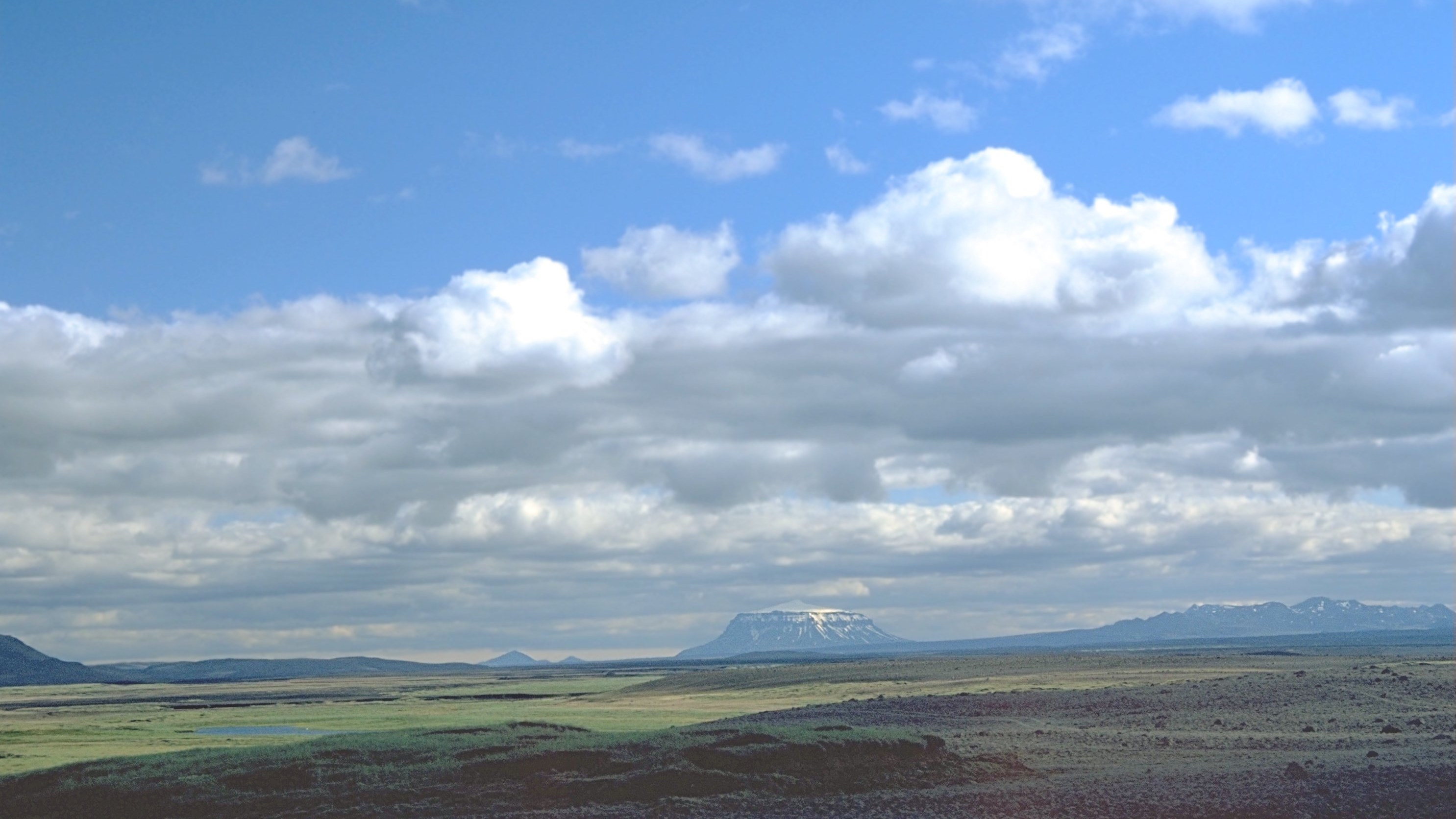
Widoczny z daleka wulkan Herðubreið